# Хонда Тадакацу
Хонда Тадакацу (яп. 本多 忠勝; 17 березня 1548 — 3 грудня 1610) — японський самурайський військовик, даймьо. Разом з Ії Наомаса, Сакікабара Ясумаса і Сакаї Тадацугу входив до числа так званих «Чотирьох Небесних Королів Токуґава Іеясу».

## Життєпис
Походив з провінції Мікави. Служив з Токугава Іеясу з самого дитинства. Він пройшов кар'єру від пажа до одного з особливо довірених військовиків. Тадакацу брав участь практично у всіх битвах Токуґава Іеясу. В Битва при Анеґава 1570 року він командував другою лінією військ Токугава і разом з Сакакібара Ясумаса очолив контратаку у фланг військ Асакура.
Безпосередньо перед битвою Мікатагахара 1572 року війська Хонда натрапили на переважаючі сили Такеда. Завдяки вмілому командуванню їм вдалося з боєм відійти без істотних втрат. У самій Битва при Мікатаґахара Тадакацу командував лівим крилом військ Іеясу і протистояв військам під орудою Найто Масатойо. У битві при Нагасіно 1575 року Тадакацу поставили командувати лініями аркебузирів, що зіграли важливу роль у розгромі військ Такеда Кацуйорі.
У битві при Комакі 1584 року він охороняв укріплення Комакі, в той час як основні сили Токугава висунулися в Нагакуте, щоб дати бій загону Тойотомі. Тадакацу помітив великий загін під командуванням самого Хідейосі, який висунувся по слідах Іеясу. З невеликим загоном самураїв Тадакацу покинув укріплення і кинув виклик всій армії Тойотомі, яка перевершує його загін кількісно в пропорції приблизно 60 до 1. Хідейосі був настільки вражений хоробрістю військовика, що наказав не заподіювати шкоду йому і його людям.
У 1586 році Хонда вирушив разом з Іеясу до Кіото на переговори з Хідейосі. Там він отримав титул накацукаса-тайьо. У 1590 році отримав хан Отакі, ставши даймьо з доходом у 100 тис. коку рису. Він також брав участь у кампанії Одавара і допомагав Іеясу в штабі корейської кампанії Хідейосі 1593–1594 років.. У битві при Секігахара 1600 року Тадакацу командував великим загоном. Після перемоги Іеясу він отримав у володіння Кувана-хан в провінції Ідзу з доходом в 150 тис. коку рису.

## Характер
Тадакацу відомий в японський історії як «воїн, який випередив саму смерть», його жодного разу не було поранено, незважаючи на участь більш ніж в 100 битвах. Він також жодного разу не був переможений іншим самураєм в поєдинку. На полі бою Тадакацу був легко пізнаваний завдяки своєму відомому шолому, прикрашеного оленячими рогами. Тадакацу вважався неперевершеним майстром бою на списах, одним їх «трьох великих копій Японії». Його спис носило прізвисько Тонбо Гирі, «те, що розрубує бабку». У 1609 році остаточно відійшов від справ. Помер у 1610 році.

## Родина
Його сини Тадамаса (1575–1638) і Тадатомо (1582–1615) брали участь в обох Осацьких кампаніях (1614 і 1615). Його донька Іна була удочерена Іеясу під ім'ям Комацу і вийшла заміж за Санада Нобуюкі.